# 新盖房水利枢纽
新盖房水利枢纽位于中国河北省保定市雄县朱各庄镇新盖房村北，为海河流域大清河北支的南拒马河与白沟河汇合点以下2km处的控制性水利枢纽，具有泄洪、灌溉、输砂等综合效能。
业主单位河北省大清河河务管理处新盖房闸管理处。

## 技术概况
枢纽建筑物，从左岸到右岸依次为：
- 溢流堰（分洪堰）：长470米、顶宽7米，堰顶高程12.4米，浆砌石和钢筋混凝土结构，设计最大泻量3964m3/s。2019年开始重建，设计堰顶高程12.4m，设计顶宽8.0～58.4m，堰长520m，左侧以1:10坡比连接河道左侧堤防，右侧以 1:10 坡比接溢流堰导流堤。

- 分洪闸：7孔，每孔宽10米，闸底板高程10.0米，闸顶高程13.0米，设计水位12.5米，设计流量400立方米/秒，校核水位：15.46米，设计最大泻量1036m3/s。 2019年开始重建后，闸室长17m，共3孔，每孔净宽26m，总宽84.5米。

- 大清河原河道灌溉引水闸：2孔，每孔净宽8米，闸底板高程8.0米，闸门顶高程13.2米，设计流量67m3/s。2019年重建后闸室长27m，共2孔，每孔净宽8m。

- 白沟引河进水闸（简称“引河闸”）：5孔组成，每孔净宽8米，闸底板高程为8.0米，闸门顶高程13.0米，闸上设计水位12.5米，校核水位15.46米，闸下设计水位11.0米。设计流量500m3/s。[4]2018年重建后闸室长18m，共7孔，每孔净宽8m。

- 雄县引水闸：1977年雄县在溢流堰北端修建雄县引水闸，闸底高程 7.9m，设计流量 13m3/s。并开挖了自引水闸至高庄胜利闸的引水干渠，全长6.2km，底宽6m，使河水直接顺引水渠进（南北走向的）胜利干渠，不再利用分洪闸引水，既减少分洪道内沙沟行水所造成的水量损失，又可以在河水低水位时引水灌溉。2019年重建，采用涵闸形式，共3孔，孔口尺寸2×2m。设计引水流量13m3/s，后接引水干渠引至高庄胜利闸，闸下设计水位10.30m，闸上引水水位10.45m，平时挡水，最高挡水位与溢流堰平齐12.40m。

新盖房枢纽的分洪运用原则为减少新盖房分洪道使用次数，确保新盖房分洪道、溢流洼、东淀内庄稼少受损失，实现“一水一（冬小）麦”：
|                         | 白洋淀十方院水位9.1m以下              | 白洋淀十方院水位9.1m以上 |
| ----------------------- | ------------------------------------- | ------------------------ |
| 新盖房闸上水位12.5m以下 | 白沟引河闸向白洋淀泄洪，不超过500m3/s | 新盖房分洪道和溢流堰泄洪 |
| 新盖房闸上水位12.5m以上 | 新盖房分洪道和溢流堰泄洪              | 新盖房分洪道和溢流堰泄洪 |

## 河道
新盖房水利枢纽的坝上为兰沟洼蓄滞洪区，面积228km2，滞洪量3.23亿m3，设计蓄洪水位18.90m，为大清河系北支超标准洪水滞洪洼淀，承担分滞白沟河、南拒马河洪水，减轻雄安新区起步区和组团的防洪压力任务。南拒马河设计行洪流量3500m3/s，南拒马河右堤防洪标准为200年一遇。白沟河设计流量3200m3/s，白沟河左堤防洪标准为100年一遇。当白沟河、南拒马河流量超过其泄流能力时，分别通过北田分洪口门、东务分洪口门向兰沟洼分洪。当兰沟洼东马营最高滞洪水位达到17.5m百年一遇以上洪水时，在十里铺附近破白沟河左右堤向清北地区分洪。
新盖房分洪闸和溢流堰闸原设计最大泄量5000m3/s。这也是新盖房分洪道的设计泄量，为二十年一遇。2019年12月印发《河北雄安新区防洪专项规划》，大清河北支水系按100年一遇洪水标准设防，新盖房枢纽的防洪标准提高到百年一遇，其中引河闸设计流量为500m3/s、灌溉闸设计流量为67m3/s、雄县引水闸设计流量为13m3/s、分洪闸及溢流堰合计设计流量5500m3/s，校核标准200年一遇，校核流量6400m3/s。
新盖房分洪道是大清河北支洪水的主要泄洪通道。起自新盖房枢纽分洪闸与溢流堰，至雄县刘家铺止，全长32km，设计流量5000m3/s，设计水位16.39~10.60m。新盖房分洪道左堤设计超高取2.5m，堤顶宽度8m；右堤设计超高2.0m，堤顶宽度6m，设计内外边坡均为1：3。为避免小洪水淹没耕地，新盖房分洪道增设主槽与下游的中亭河相连接，主槽规模400m3/s。
大清河旧道自新盖房枢纽灌溉闸至任庄子，长70km，原为大清河北支泄洪河道，新盖房分洪道扩建后改为灌溉渠道，不再承担泄洪任务，设计流量 67m3/s。现状河道淤积严重，不能满足设计流量。
白沟引河全长12km，设计流量为500m3/s，现状过流能力为400m3/s。
新盖房水利枢纽上游的南拒马河右岸、引河闸下游白沟引河右堤为雄安新区起步区的围堤，防洪标准为二百年一遇。新盖房水利枢纽下游的新盖房分洪道左堤为昝岗组团及京雄高铁站的保护屏障；新盖房分洪道右堤和白沟引河左堤为雄县组团的保护屏障，防洪标准为百年一遇。
南水北调中线天津干线穿越老大清河倒虹吸工程位于新盖房枢纽上游约1.7km处。

## 历史
大清河旧道在雄县县城南关的泄洪能力仅400m3/s。为解决白沟河洪水无法下泄，1951年在白沟河下口新盖房村建新盖房分洪道，将大清河北支洪水绕过雄县南关卡口导入东淀。
1969年根治海河运动中，“河北省根治海河指挥部”决定引大清河北支来水南入白洋淀，并在此建新盖房控制枢纽。大清河旧道不再承担泄洪任务，仅用于雄县及以下地区灌溉引水。
- 分洪闸和溢流堰：1969年10月开始新建，1970年6月建成，共完成土方13.4万立方米，石方1.81万立方米，总投资186万元。
- 引河闸：1970年建成，共完成土方16.45万立方米，石方6100立方米，混凝土6400立方米，总投资141万元。
- 灌溉闸：1969年10月开工，1970年7月30日竣工，共完成土方3.5万立方米，石方2900立方米，混凝土2500立方米，总投资72.3万元。
- 1970年6月开挖白沟引河。

2002年至2004年对其进行了除险加固处理。
2019年，河北雄安新区管理委员会改革发展局以《关于开展新盖房枢纽改扩建工程项目前期工作的函》（雄改发（前期）[2019]047号）批准新盖房枢纽改扩建工程：重建分洪闸、溢流堰、灌溉闸、雄县引水闸，改建引河闸，分洪闸及溢流堰合计防洪标准为100年一遇，设计流量5500立方米/秒，投资约8.5亿元。2020年10月起，雄安新区对新盖房枢纽实施提标改造，预计2022年年中竣工。
新盖房控制枢纽建成后，经过多次较大洪水运用考验：
- 1973年：枢纽最大来水770m3/s，闸前最高水位12.40m，引河闸下泄660m3/s，灌溉闸下泄110m3/s，分洪闸分洪堰未泄流。
- 1977年：枢纽最大来水835m3/s，闸前最高水位12.41m，引河闸下泄698m3/s，灌溉闸下泄102m3/s，溢流堰溢洪35m3/s历时31小时。
- 1979年：枢纽最大来水1236m3/s，闸前最高水位12.77m，引河闸下泄735m3/s，灌溉闸下泄145m3/s，分洪闸溢洪堰395m3/s过流63小时。
- 1996年：洪峰流量1576m3/s，引河闸下泄476m3/s，分洪闸溢流堰下泄1100m3/s。
- 2023年7月底台风暴雨洪水，大清河上游降雨273mm，上游洪峰最大的拒马河张坊水文站达到6200m3/s，新盖房水利枢纽洪峰2790m3/s，且持续时间长、退水趋势慢。7月31日23时30分启用兰沟洼蓄滞洪区，8月1日凌晨2点启用大清河以北部分的东淀蓄滞洪区。预计进入东淀蓄滞洪区的洪水总体水量约10亿m3。大清河洪水于8月6日晚10时进入天津市西青区第六埠，再经过独流减河进洪闸、独流减河入海。[12]